# جفری زاکاریان
جفری زاکاریان (ارمنی: Ջեֆրի Զաքարյան; انگلیسی: Geoffrey Zakarian؛ زادهٔ ۲۵ ژوئیهٔ ۱۹۵۹) سرآشپز، شخصیت تلویزیونی، نویسنده و رستوران‌دار ارمنی‌تبار اهل ایالات متحده آمریکا است. او آشپز رستوران‌های مختلف در شهر نیویورک و آتلانتیک سیتی و میامی بوده‌است. زاکاریان در چند برنامه تلویزیونی در شبکه غذایی، از جمله خردکردن و در سال ۲۰۱۱، سرآشپز آیرون نکست شد که جایزه آیرون چیف آمریکا را به دست آورد.